# Letalski mitraljez
Letálski mitraljéz (tudi letálska strôjnica) je vrsta mitraljeza, ki je predstavljal osnovno orožje vojaških letal prve svetovne vojne, toda že v drugi svetovni vojni so jih začeli nadomeščati avtomatski letalski topovi.
Obstajajo različni sistemi vgradnje mitraljezov:
1. V prvi svetovni vojni, dobi dvokrilnih letal, so sprva mitraljeze nameščali na zgornja krila letala nad pilota, tako da pilot ni mogel hkrati upravljati letala in mitraljeza. Prvi napredek je naredil francoski pilot Roland Garros, ki je na elise propelerja namestil kovinske ščitnike, mitraljez pa namestil na trup letala. Kmalu so ga nemški letalci zajeli ter njegovo letalo poslali konstruktorju Anthonyju Fokkerju, ki je na podlagi Garrosove zamisli iznašel sinhronizator streljanja, ki je prekinil streljanje, ko je pred cev prišla elisa propelerja. Zaradi tega so nemški letalci preostanek leta 1915 z lahkoto premagovali zavezniške pilote.
2. V dvosedežnih letalih prve svetovne vojne je opazovalec upravljal svoj mitraljez, ki je bil predvsem obrambno orožje za obrambo letala pred sovražnikovimi napadi s hrbta.
3. Za lovska letala druge svetovne vojne je značilno, da so imela nekatera letala vgrajen top v osi motorja. Tak način vgradnje je omogočal zelo natančno merjenje ter minimalno vidno oviro za pilota, ki ga je sicer slepil ogenj iz cevi. Mitraljeze so imeli lovci najpogosteje nameščene v krilih letala (po navadi 2-4 mitraljeze). Po rabi mitraljezov so posebej znana ameriška lovska letala, katerih standardna oprema do konca druge svetovne vojne je bilo 6 mitraljezov, po tri v vsako krilo.
4. Bombniki druge svetovne vojne so imeli kot lastna sredstva obrambe najpogosteje samo mitraljeze, a so si, zaradi svoje velikosti, lahko privoščili več strelcev za upravljanje z njimi. Tako je imel bombnik osnovno obrambo pred napadi s tistih strani, na katerih je imel mitraljez.

Z razvojem letalske in oborožitvene tehnologije so postali letalski mitraljezi zastareli, saj so jih zamenjali bolj učinkoviti avtomatski letalski topovi.